# Gabínia del Senat
La Gabínia del Senat (Gabinia de Senatu o Lex Gabinia de Senatu legatis dando) va ser una llei romana establerta l'any 68 aC (685 de la Fundació de Roma) a proposta del tribú de la plebs Aule Gabini, un fidel de Gneu Pompeu Magne, quan eren cònsols Luci Cecili Metel i Quint Marci Rex. Establia que el senat romà hauria de rebre a les legacions i ambaixadors estrangers durant el mes de febrer.